# 薩摩剣八郎
薩摩 剣八郎（、1947年5月27日 - 2023年12月16日）は、日本の俳優、スーツアクター。薩摩豪剣研修会主宰。
鹿児島県生まれ。本名は前田 靖昭（）。別名に久坂 龍馬、中山 剣吾（）。

## 経歴
- 1965年、川崎製鉄（現JFEスチール）に入社[5]。翌年より千葉製鉄所に勤務[5]。
- 1967年、川崎製鉄を退社し、日活演技研究所（日活芸能教室）に1期生として入所[5][6]。同所を卒業後、劇団日活青年劇場に在籍。芸名は久坂龍馬[5][6]。
- 1969年、日活専属俳優となる。
- 1970年9月、三船プロダクションに移籍[5]。芸名を中山剣吾に改める[5][6]。
- 1971年、『ゴジラ対ヘドラ』にヘドラ役で出演[出典 6]。初めてスーツアクターを務めた[出典 7]。
- 1973年、ピー・プロダクションの附属劇団「河童」を主宰。同社作品で殺陣やスーツアクターを務めた[6]。
- 1984年、『ゴジラ』にゴジラ役で出演[出典 8]。これを機に芸名を薩摩剣八郎と改名し、同作から『ゴジラvsデストロイア』（1995年）まで、主役であるゴジラを演じた[出典 9]。
- 2023年12月16日午前10時49分、間質性肺炎のため死去[17]。76歳没。

## エピソード
- 特技は水彩画、示現流剣術、空手道。
- 空き地で剣術を稽古していたところ、徐々にエスカレートして他人の土地に道場を建設するまでに至った結果、地主に見つかって泣く泣く退去させられた。[要出典]
- 北朝鮮映画『プルガサリ 伝説の大怪獣』では、撮影自体は楽であったが、現地の人々の純粋さが忘れられないといい、再び北朝鮮を訪れたいと語っていた[13]。

### ゴジラに関するエピソード
- 『ゴジラ対ヘドラ』への出演は、東宝で特技監督の中野昭慶に出会ったことがきっかけであった[7]。自分は顔出しの役だと思っていたため、怪獣（ヘドラ）役と知って落胆したが、事務所からギャラが良いと勧められ、引き受けたという[7]。また、以前からゴジラの名は知っていたが、映画館で鑑賞したことはなかった[7]。ヘドラが煙突から煙を吸うシーンでむせ返るなどの苦労もあったが、撮影が終わるころには面白いと感じるようになったと述懐している[7]。一方、ヘドラやガイガンでは、ただ演じるだけで精一杯であったとも述べている[13]。ゴジラ役の中島春雄は、なかなか動ける若いのが来たと評しており[6]、特にヘドラ役については動きづらい中でよくやっていたと述懐している[18]。
- 『ゴジラ』（1984年）では、「185cmを超える役者」とのオファーに対し、当時主宰していた劇団の役者を推薦したものの辞退されたことから、代わりに自分（身長170cm）が演じることとなった[出典 10]。その結果、スーツはサイズが合わずにたるみ、覗き穴の位置も合っていなかったため、自ら穴を開けたという[13][8]。また、同作品の撮影時にメイキングを担当していた川北紘一に対し、メイキング用の撮影を断るなど不遜な態度をとっていたため、川北が特技監督を務めた次作『ゴジラvsビオランテ』以降のシリーズに起用されたのは意外であったという[出典 11]。薩摩を推薦したのも、川北であった[9][12]。薩摩は『ゴジラ』での演技に悔いが残っていたため、薩摩流のゴジラを作り出そうと改めて研究したといい、撮影で東宝映画会長の田中友幸から評価されたことにより、自信を得られたと語っている[12]。川北も『vsビオランテ』ではほとんど指導しなかったと述べている[21]。『ゴジラvsキングギドラ』では、肘を脇につけたまま手を動かす「薩摩ゴジラ」の動きが確立された[22]。薩摩ゴジラとしては『ゴジラvsスペースゴジラ』がひとつの完成形と述べている[23]。
- 中島春雄から、「脇を開かず、つま先を蹴り上げて、足の裏を見せないように歩く」という基本動作を引き継いでいる[3]。一方で、中島が演じたゴジラとの違いを「凶暴一辺倒」としている[3]。
- ゴジラに入る資格として「体力・精神力・演技力」の三力が必要であると掲げていた[2]。歩くシーンでは胸を張って堂々と歩くことを心がけており、ゴジラは誰にも媚を売らないというサムライの精神であったと語っている[20]。スーツは水をかけるとどんどん重くなるため、撮影前にはトレーニングで筋肉を活性化させて重さを克服し、最終的には気合で補っている部分もあったと述べている[2]。また、スーツは視界が悪いため、操演で飛んでくる敵怪獣とぶつかる際はタイミングをリハーサルで覚え、本番ではほとんど勘に頼って動いていると語っている[出典 12]。一番辛いこととして呼吸の問題を挙げているが、待ち時間にエアーを入れるようになってからは楽になったと述懐している[2]。
- VSシリーズの撮影では、ゴジラのスーツに入ったら待たせないことを条件としていた[9]。これは現場をだらけさせない意図もあったといい、川北も薩摩がスーツに入ると現場に活を入れていたという[9]。一方、ゴジラ付きのスタッフを気遣い、中に針金などが入ってしまっても言わずにおくなどしていた[13]。薩摩は、ゴジラそのものではなく、ゴジラ映画を作るスタッフが好きであったと述べている[20][25]。
- 『ゴジラvsデストロイア』では、メカニックや電飾も含めたスーツの重量が120キログラムを越えるなど、過酷を極めた[出典 13]。後年に述懐したところによれば、スーツ内の炭酸ガスの噴射ギミックによる酸欠[注釈 1]で4回ほど卒倒したため、酸素ボンベを常時入れるようにしてもらったという[出典 14]。その後も、レギュレーターが外れそうになったり[24]、ボンベのホースが捻れて酸素が来ないことがたびたびあったと述懐している[8]。
- スーツの着用時は心理的な恐怖も生じるため、スーツアクターは肉体的な強さだけでなく、絶対的な自信を持つ精神力も必要であると述べている[9]。爆発や怪我よりも、閉鎖された中での恐怖が強く、スーツの中に入ったら何も考えないようにしているという[13]。
- イベントなどでアトラクション用のスーツに入る機会もあったが、本心では嫌であったという[13]。また、テレビなどで他人が演じたゴジラも薩摩が入っていたかのように思われるのも辛いと語っている[13]。
- 薩摩は、『vsデストロイア』で完全燃焼はしていないが、最後と決めて演じたため、ゴジラに対して未練や後悔はないと語っている[24][9]。薩摩は、同作品の撮影中から「次のゴジラには入らない」と度々口にしていたという[29]。
- 第1作『ゴジラ』からシリーズに出演している俳優の宝田明は、『ゴジラvsモスラ』の撮影初日に薩摩からゴジラ役として挨拶をされたといい、ゴジラ役に誇りを持っている薩摩の姿勢に感銘を受けたことを述懐している[30]。
- 平成VSシリーズの終了後に中島とともにシカゴのイベントに招待されたが、本名ではなく主催者が「サツマケンパチロウ」名義で飛行機のチケットを用意してしまい、渡航が危ぶまれたこともあった[6]。

## 出演

### 映画
- あゝひめゆりの塔（1968年、日活）
- 新選組（1969年、東宝 / 三船プロ）
- 待ち伏せ（1970年、東宝 / 三船プロ）
- 東宝8.15シリーズ（東宝）
  - 激動の昭和史 軍閥（1970年）
  - 激動の昭和史 沖縄決戦（1971年）
  - 海軍特別年少兵（1972年）
- ゴジラシリーズ（東宝）
  - ゴジラ対ヘドラ（1971年） - ヘドラ 役[出典 15]
  - 地球攻撃命令 ゴジラ対ガイガン（1972年） - ガイガン 役[出典 16]
  - ゴジラ対メガロ（1973年） - ガイガン 役[出典 17][注釈 2]
  - ゴジラ（1984年） - ゴジラ 役[注釈 3]
  - ゴジラvsビオランテ（1989年） - ゴジラ 役
  - ゴジラvsキングギドラ（1991年） - ゴジラ 役
  - ゴジラvsモスラ（1992年） - ゴジラ 役
  - ゴジラvsメカゴジラ（1993年） - ゴジラ 役
  - ゴジラvsスペースゴジラ（1994年） - ゴジラ 役
  - ゴジラvsデストロイア（1995年） - ゴジラ 役[注釈 4]
- ノストラダムスの大予言（1974年、東宝）
- 戦国自衛隊（1979年、角川映画） - 小泉家家臣 役
- 連合艦隊（1981年、東宝映画）
- 駅 STATION（1981年、東宝映画）
- プルガサリ 伝説の大怪獣（1985年、北朝鮮映画） - プルガサリ 役[13][3]
- 川島芳子（1990年、香港映画）
- ヤマトタケル（1994年、東宝映画） - ヤマタノオロチ 役[33]
- セクシーパブ 乳揉み尻さすり（1999年、大蔵映画）
- 地獄（1999年、石井プロダクション） - 青鬼 役
- 盲獣vs一寸法師（2001年、石井プロダクション） - 人形師・安川 役
- 川奈まり子 桜貝の甘い水（2002年、小林プロ）
- 電エースカオス（2023年12月22日、エクストリーム）[34]

### テレビドラマ
- 天皇の世紀（1971年） - 橋口伝蔵 役
- ライオン奥様劇場・大奥の女たち（1971年）
- 大忠臣蔵（1971年）
- ウルトラシリーズ
  - 帰ってきたウルトラマン 第31話（1971年） - MAT基地警備員 役
  - ウルトラマンA 第13・14話（1972年）
- サンダーマスク（1972年） - サンダーマスク 役[注釈 5]
- 風雲ライオン丸（1973年） - タイガージョーJr. 役[5]
- 鉄人タイガーセブン 第11話（1973年） - 補修員 役
- 特別機動捜査隊（1975年） - 太郎（第690話）、岡田（第700話） 役
- 大河ドラマ
  - 花神（1977年）
  - 峠の群像（1982年）
- 裸の大将放浪記（1980年、第1作）
- 鬼平犯科帳 第1シリーズ 第13話「蛇の眼」（1980年、ANB）

### オリジナルビデオ
- 淫獣大戦KITORA（2001年）
- 時空警察ヴェッカー（2001年） - 用心棒 役（友情出演）
- Pマン サイバー美少女0指令（2003年） - 示現流師範 役

### その他
- 怪獣プラネットゴジラ（1994年、サンリオピューロランドで上映された3D映画） - ゴジラ 役

## 著書
- 『ゴジラが見た北朝鮮 金正日映画に出演した怪獣役者の世にも不思議な体験記』（ネスコ、1988年） ISBN 4-89036-747-0
- 『ゴジラのなかみ』（筑摩書房、1993年） ISBN 4-480-04176-1
- 『ゴジラついに大往生』（近代文芸社、1996年） ISBN 4-7733-5128-4
- 『俺は俳優だ 着グルミ役者と呼ばれて30年』（ワイズ出版、2004年） ISBN 4-89830-179-7